# Gabriel Garcia (atleta)
Gabriel Aparecido dos Santos Garcia (Presidente Prudente, 2 de outubro de 1997) é um atleta brasileiro.

## Carreira
Sua melhor marca pessoal é 10s10 nos 100 m rasos, alcançada em 9 de setembro de 2023, durante a disputa do Troféu Bandeiras no Centro de Atletismo Professor Oswaldo Terra.
Ele se tornou o primeiro homem brasileiro a competir nos Jogos Olímpicos e Paralímpicos em um mesmo ano. Nas Olimpíadas de 2024, em Paris, foi um dos integrantes no revezamento 4 × 100 m masculino, ao lado de Felipe Bardi, Erik Cardoso e Renan Gallina, e finalizou na 6ª colocação na segunda bateria. Já nas Paralimpíadas de 2024, foi o atleta-guia de Jerusa Geber, e ambos conseguiram a medalha de ouro na prova de 100 m e 200 m rasos na classe T11. Gabriel começou a guiar Jerusa nas provas do atletismo no final de 2016, e conseguiram juntos quatro títulos mundiais. Antes, nos Jogos de 2020, em Tóquio, chegaram à competição como favoritos nos 100 m, mas a corda-guia que ligava Jerusa a Gabriel se rompeu, o que gerou a sua desclassificação; já nos 200 m, conseguiram o bronze nessa edição.